# 21세기 찬송가
21세기 찬송가는 2006년 (현 2007년) 발행 확정된 개신교의 기독교 찬송가이다. 공식 제목은 다른 찬송가들과 마찬가지로 찬송가이나, 기존의 통일찬송가 등과 비교하기 위해 이렇게 호칭한다. (일반적으로 새찬송가라고 호칭한다.)

## 개요
전체 645장으로, 기존의 통일찬송가에서 162곡이 추가되고 73곡이 삭제되었으며, 음의 높낮이 및 가사의 상당수가 일부 변화되었다. 이 과정에서 대한민국 작곡가의 곡이 대폭 추가(108곡)되었으며, 중국, 포르투갈, 아프리카, 그레고리안 성가등의 외국곡도 몇곡 추가되어, 기존의 서양곡 중심의 찬송가를 개혁하였다. 또한 외국의 유명한 곡이 추가로 들어온 것도 (예를 들면, 113장 저 아기 잠이 들었네)특징이다. 기존에 복음성가로서 많이 불렸던 곡들도 상당수 포함되었다(622장 거룩한 밤, 568장 하나님은 나의 목자시니, 38장 예수 우리 왕이여, 620장 여기에 모인 우리, 635장 하늘에 계신(주기도문)). 그러나 CCM이나 워십 부류에 속하는 곡들은 저작권 문제로 채택되지 않았다. 2009년에는 일부 소수의 교회가 사용하기 시작하여, 2010년부터 대부분의 교회가 21세기 찬송가를 사용하게 되었다.

## 저작 내역

### 변화된 점
기존의 찬송가의 가사가 많이 변화되었다. 개역개정판처럼 기존의 한국어 표준법에 맞지 않는 가사들을 변화시켰다.통일찬송가의 아름다운 가사를 도식적으로 변경하여 많은 이들이 변경이유에 대해 문제를 제기하고 있다

### 수용문제협의
현재 대한예수교장로회(합동), 대한예수교장로회(통합), 기독교대한감리회, 기독교대한성결교회, 한국기독교장로회, 대한예수교장로회(고신), 기독교한국침례회는 2007년부터 공식행사에 21세기 찬송가를 사용하기로 결의하였다.

### 수용과정에서의 문제
또한, 출판사들간의 이권 다툼도 있었다. 찬송가에 대한 판권을 기독교서회와 예장출판사에게만 주어, 아가페나 성서원 등의 반발을 샀으며, 이 때문에 출판 감사예배가 당초보다 2주정도 연기되었다. 현재 21세기 찬송가는 출판감사예배를 드리고 출판이 되었고, 현재 기독교 서점들에서 시판되고 있지만, 본격적인 사용이 시작되어 대부분의 교회에서 사용하고 있다. 또한, 대부분의 일반서점에는 개역개정성경과 21세기찬송가를 판매한다.

## 찬송가 분류
- 예배 1~62장

송영 1~7
경배 8~17
찬양 18~41
주일 42~48
봉헌 49~52
예배 마침 53~57
아침과 저녁 58~62
- 성부 63~79장

창조주 63~77
섭리 78~79
- 성자 80~181장

예수 그리스도 80~96
구주 강림 97~105
성탄 106~129
주현 130~133
생애 134~138
종려주일 139~142
고난 143~158
부활 159~173
재림 174~181
- 성령 182~197장

성령강림 182~195
은사 196~197
- 성경 198~206장

- 교회 207~223장

하나님 나라 207~210
헌신과 봉사 211~218
성도의 교제 219~223
- 성례 224~233장

세례(침례) 224~226
성찬 227~233
- 천국 234~249장

- 구원 250~289장

회개와 용서 250~282
거듭남 283~285
거룩한 생활 286~289
- 그리스도인의 삶 290~494장

은혜와 사랑 290~310
소명과 충성 311~335
시련과 극복 336~345
분투와 승리 346~360
기도와 간구 361~369
인도와 보호 370~403
평안과 위로 404~419
성결한 생활 420~426
감사의 생활 427~429
주와 동행 430~447
제자의 도리 448~469
신유의 권능 470~474
화해와 평화 475
자연과 환경 476~478
미래와 소망 479~494
- 전도와 선교 495~549장

전도 495~501
세계선교 502~512
전도와 교훈 513~518
부르심과 영접 519~539
믿음과 확신 540~549
- 행사와 절기 550~594장

새해(송구영신) 550~554
가정 555~559
어린이 560~570
젊은이 571~575
어버이 576~579
나라사랑 580~584
종교개혁기념일 585~586
감사절 587~594
- 예식 595~613장

임직 595~597
헌당 598~600
혼례 601~605
장례 606~610
추모 611~613
- 경배와 찬양 614~624장

- 영창과 기도송 625~645장

입례송 625~629
기도송 630~632
헌금응답송 633~634
주기도송 635~636
말씀응답송 637
축도송 638~639
아멘송 640~645

## 찬송가 가사 및 악보 [기존통일찬송가에 (통) 으로 장수 표시] 월별 생일축하노래표시

### 찬송가 1장~100장 가사 및 악보
| 찬송가 1장 가사/악보 (통일찬송가 1장) | 찬송가 2장 가사/악보 (통일찬송가 6장) | 찬송가 3장 가사/악보 (통일찬송가 2장) | 찬송가 4장 가사/악보 (통일찬송가 4장)    | 찬송가 5장 가사/악보 (통일찬송가 3장)   |
| 찬송가 6장 가사/악보 (통일 8장)       | 찬송가 7장 가사/악보                  | 찬송가 8장 가사/악보 (통일찬송가 9장) | 찬송가 9장 가사/악보 (통일53)            | 찬송가 10장 가사/악보 (통일34)          |
| 찬송가 11장 가사/악보 (통일 54)       | 찬송가 12장 가사/악보 (통일 22장)     | 찬송가 13장 가사/악보                 | 찬송가 14장 가사/악보 (통일 30장)        | 찬송가 15장 가사/악보 (통일 55장)       |
| 찬송가 16장 가사/악보 Hymn 16 (21c)   | 찬송가 17장 가사/악보 Hymn 17 (21c)   | 찬송가 18장 가사/악보 Hymn 15         | 찬송가 19장 가사/악보 Hymn 44            | 찬송가 20장 가사/악보 Hymn 41           |
| 찬송가 21장 가사/악보 Hymn 21         | 찬송가 22장 가사/악보 Hymn 26         | 찬송가 23장 가사/악보 Hymn 23         | 찬송가 24장 가사/악보 Hymn 24 (21c ver.) | 찬송가 25장 가사/악보 Hymn 25           |
| 찬송가 26장 가사/악보 Hymn 14         | 찬송가 27장 가사/악보 Hymn 27         | 찬송가 28장 가사/악보 Hymn 28         | 찬송가 29장 가사/악보 Hymn 29            | 찬송가 30장 가사/악보 Hymn 30(21c Ver.) |
| 찬송가 31장 가사/악보 Hymn 46         | 찬송가 32장 가사/악보 Hymn 48         | 찬송가 33장 가사/악보 Hymn 12         | 찬송가 34장 가사/악보 (통일 45장)        | 찬송가 35장 가사/악보 Hymn 50           |
| 찬송가 36장 가사/악보                 | 찬송가 37장 가사/악보                 | 찬송가 38장 가사/악보                 | 찬송가 39장 가사/악보                    | 찬송가 40장 가사/악보                   |
| 찬송가 41장 가사/악보                 | 찬송가 42장 가사/악보                 | 찬송가 43장 가사/악보                 | 찬송가 44장 가사/악보                    | 찬송가 45장 가사/악보                   |
| 찬송가 46장 가사/악보                 | 찬송가 47장 가사/악보                 | 찬송가 48장 가사/악보                 | 찬송가 49장 가사/악보                    | 찬송가 50장 가사/악보                   |
| 찬송가 51장 가사/악보                 | 찬송가 52장 가사/악보                 | 찬송가 53장 가사/악보                 | 찬송가 54장 가사/악보                    | 찬송가 55장 가사/악보                   |
| 찬송가 56장 가사/악보                 | 찬송가 57장 가사/악보                 | 찬송가 58장 가사/악보                 | 찬송가 59장 가사/악보                    | 찬송가 60장 가사/악보                   |
| 찬송가 61장 가사/악보                 | 찬송가 62장 가사/악보                 | 찬송가 63장 가사/악보                 | 찬송가 64장 가사/악보                    | 찬송가 65장 가사/악보                   |
| 찬송가 66장 가사/악보                 | 찬송가 67장 가사/악보                 | 찬송가 68장 가사/악보                 | 찬송가 69장 가사/악보                    | 찬송가 70장 가사/악보                   |
| 찬송가 71장 가사/악보                 | 찬송가 72장 가사/악보                 | 찬송가 73장 가사/악보                 | 찬송가 74장 가사/악보                    | 찬송가 75장 가사/악보                   |
| 찬송가 76장 가사/악보                 | 찬송가 77장 가사/악보                 | 찬송가 78장 가사/악보                 | 찬송가 79장 가사/악보                    | 찬송가 80장 가사/악보                   |
| 찬송가 81장 가사/악보                 | 찬송가 82장 가사/악보                 | 찬송가 83장 가사/악보                 | 찬송가 84장 가사/악보                    | 찬송가 85장 가사/악보                   |
| 찬송가 86장 가사/악보                 | 찬송가 87장 가사/악보                 | 찬송가 88장 가사/악보                 | 찬송가 89장 가사/악보                    | 찬송가 90장 가사/악보                   |
| 찬송가 91장 가사/악보                 | 찬송가 92장 가사/악보                 | 찬송가 93장 가사/악보                 | 찬송가 94장 가사/악보                    | 찬송가 95장 가사/악보                   |
| 찬송가 96장 가사/악보                 | 찬송가 97장 가사/악보                 | 찬송가 98장 가사/악보                 | 찬송가 99장 가사/악보                    | 찬송가 100장 가사/악보                  |

### 찬송가 101장~200장 가사 및 악보
| 찬송가 101장 가사/악보 (통일 106장( | 찬송가 102장 가사/악보 (통 107) | 찬송가 103장 가사/악보 | 찬송가 104장 가사/악보 (통 104) | 찬송가 105장 가사/악보 (통 105) |
| 찬송가 106장 가사/악보              | 찬송가 107장 가사/악보          | 찬송가 108장 가사/악보 | 찬송가 109장 가사/악보          | 찬송가 110장 가사/악보          |
| 찬송가 111장 가사/악보              | 찬송가 112장 가사/악보          | 찬송가 113장 가사/악보 | 찬송가 114장 가사/악보          | 찬송가 115장 가사/악보          |
| 찬송가 116장 가사/악보              | 찬송가 117장 가사/악보          | 찬송가 118장 가사/악보 | 찬송가 119장 가사/악보          | 찬송가 120장 가사/악보          |
| 찬송가 121장 가사/악보              | 찬송가 122장 가사/악보          | 찬송가 123장 가사/악보 | 찬송가 124장 가사/악보          | 찬송가 125장 가사/악보          |
| 찬송가 126장 가사/악보              | 찬송가 127장 가사/악보          | 찬송가 128장 가사/악보 | 찬송가 129장 가사/악보          | 찬송가 130장 가사/악보          |
| 찬송가 131장 가사/악보              | 찬송가 132장 가사/악보          | 찬송가 133장 가사/악보 | 찬송가 134장 가사/악보          | 찬송가 135장 가사/악보          |
| 찬송가 136장 가사/악보              | 찬송가 137장 가사/악보          | 찬송가 138장 가사/악보 | 찬송가 139장 가사/악보          | 찬송가 140장 가사/악보          |
| 찬송가 141장 가사/악보              | 찬송가 142장 가사/악보          | 찬송가 143장 가사/악보 | 찬송가 144장 가사/악보          | 찬송가 145장 가사/악보          |
| 찬송가 146장 가사/악보              | 찬송가 147장 가사/악보          | 찬송가 148장 가사/악보 | 찬송가 149장 가사/악보          | 찬송가 150장 가사/악보          |
| 찬송가 151장 가사/악보              | 찬송가 152장 가사/악보          | 찬송가 153장 가사/악보 | 찬송가 154장 가사/악보          | 찬송가 155장 가사/악보          |
| 찬송가 156장 가사/악보              | 찬송가 157장 가사/악보          | 찬송가 158장 가사/악보 | 찬송가 159장 가사/악보          | 찬송가 160장 가사/악보          |
| 찬송가 161장 가사/악보              | 찬송가 162장 가사/악보          | 찬송가 163장 가사/악보 | 찬송가 164장 가사/악보          | 찬송가 165장 가사/악보          |
| 찬송가 166장 가사/악보              | 찬송가 167장 가사/악보          | 찬송가 168장 가사/악보 | 찬송가 169장 가사/악보          | 찬송가 170장 가사/악보          |
| 찬송가 171장 가사/악보              | 찬송가 172장 가사/악보          | 찬송가 173장 가사/악보 | 찬송가 174장 가사/악보          | 찬송가 175장 가사/악보          |
| 찬송가 176장 가사/악보              | 찬송가 177장 가사/악보          | 찬송가 178장 가사/악보 | 찬송가 179장 가사/악보          | 찬송가 180장 가사/악보          |
| 찬송가 181장 가사/악보              | 찬송가 182장 가사/악보          | 찬송가 183장 가사/악보 | 찬송가 184장 가사/악보          | 찬송가 185장 가사/악보          |
| 찬송가 186장 가사/악보              | 찬송가 187장 가사/악보          | 찬송가 188장 가사/악보 | 찬송가 189장 가사/악보          | 찬송가 190장 가사/악보          |
| 찬송가 191장 가사/악보              | 찬송가 192장 가사/악보          | 찬송가 193장 가사/악보 | 찬송가 194장 가사/악보          | 찬송가 195장 가사/악보          |
| 찬송가 196장 가사/악보              | 찬송가 197장 가사/악보          | 찬송가 198장 가사/악보 | 찬송가 199장 가사/악보          | 찬송가 200장 가사/악보          |

### 찬송가 201장~300장 가사 및 악보
| 찬송가 201장 가사/악보 | 찬송가 202장 가사/악보 | 찬송가 203장 가사/악보 | 찬송가 204장 가사/악보 | 찬송가 205장 가사/악보 |
| 찬송가 206장 가사/악보 | 찬송가 207장 가사/악보 | 찬송가 208장 가사/악보 | 찬송가 209장 가사/악보 | 찬송가 210장 가사/악보 |
| 찬송가 211장 가사/악보 | 찬송가 212장 가사/악보 | 찬송가 213장 가사/악보 | 찬송가 214장 가사/악보 | 찬송가 215장 가사/악보 |
| 찬송가 216장 가사/악보 | 찬송가 217장 가사/악보 | 찬송가 218장 가사/악보 | 찬송가 219장 가사/악보 | 찬송가 220장 가사/악보 |
| 찬송가 221장 가사/악보 | 찬송가 222장 가사/악보 | 찬송가 223장 가사/악보 | 찬송가 224장 가사/악보 | 찬송가 225장 가사/악보 |
| 찬송가 226장 가사/악보 | 찬송가 227장 가사/악보 | 찬송가 228장 가사/악보 | 찬송가 229장 가사/악보 | 찬송가 230장 가사/악보 |
| 찬송가 231장 가사/악보 | 찬송가 232장 가사/악보 | 찬송가 233장 가사/악보 | 찬송가 234장 가사/악보 | 찬송가 235장 가사/악보 |
| 찬송가 236장 가사/악보 | 찬송가 237장 가사/악보 | 찬송가 238장 가사/악보 | 찬송가 239장 가사/악보 | 찬송가 240장 가사/악보 |
| 찬송가 241장 가사/악보 | 찬송가 242장 가사/악보 | 찬송가 243장 가사/악보 | 찬송가 244장 가사/악보 | 찬송가 245장 가사/악보 |
| 찬송가 246장 가사/악보 | 찬송가 247장 가사/악보 | 찬송가 248장 가사/악보 | 찬송가 249장 가사/악보 | 찬송가 250장 가사/악보 |
| 찬송가 251장 가사/악보 | 찬송가 252장 가사/악보 | 찬송가 253장 가사/악보 | 찬송가 254장 가사/악보 | 찬송가 255장 가사/악보 |
| 찬송가 256장 가사/악보 | 찬송가 257장 가사/악보 | 찬송가 258장 가사/악보 | 찬송가 259장 가사/악보 | 찬송가 260장 가사/악보 |
| 찬송가 261장 가사/악보 | 찬송가 262장 가사/악보 | 찬송가 263장 가사/악보 | 찬송가 264장 가사/악보 | 찬송가 265장 가사/악보 |
| 찬송가 266장 가사/악보 | 찬송가 267장 가사/악보 | 찬송가 268장 가사/악보 | 찬송가 269장 가사/악보 | 찬송가 270장 가사/악보 |
| 찬송가 271장 가사/악보 | 찬송가 272장 가사/악보 | 찬송가 273장 가사/악보 | 찬송가 274장 가사/악보 | 찬송가 275장 가사/악보 |
| 찬송가 276장 가사/악보 | 찬송가 277장 가사/악보 | 찬송가 278장 가사/악보 | 찬송가 279장 가사/악보 | 찬송가 280장 가사/악보 |
| 찬송가 281장 가사/악보 | 찬송가 282장 가사/악보 | 찬송가 283장 가사/악보 | 찬송가 284장 가사/악보 | 찬송가 285장 가사/악보 |
| 찬송가 286장 가사/악보 | 찬송가 287장 가사/악보 | 찬송가 288장 가사/악보 | 찬송가 289장 가사/악보 | 찬송가 290장 가사/악보 |
| 찬송가 291장 가사/악보 | 찬송가 292장 가사/악보 | 찬송가 293장 가사/악보 | 찬송가 294장 가사/악보 | 찬송가 295장 가사/악보 |
| 찬송가 296장 가사/악보 | 찬송가 297장 가사/악보 | 찬송가 298장 가사/악보 | 찬송가 299장 가사/악보 | 찬송가 300장 가사/악보 |

### 찬송가 301장~400장 가사 및 악보
| 찬송가 301장 가사/악보 | 찬송가 302장 가사/악보 | 찬송가 303장 가사/악보 | 찬송가 304장 가사/악보 | 찬송가 305장 가사/악보 |
| 찬송가 306장 가사/악보 | 찬송가 307장 가사/악보 | 찬송가 308장 가사/악보 | 찬송가 309장 가사/악보 | 찬송가 310장 가사/악보 |
| 찬송가 311장 가사/악보 | 찬송가 312장 가사/악보 | 찬송가 313장 가사/악보 | 찬송가 314장 가사/악보 | 찬송가 315장 가사/악보 |
| 찬송가 316장 가사/악보 | 찬송가 317장 가사/악보 | 찬송가 318장 가사/악보 | 찬송가 319장 가사/악보 | 찬송가 320장 가사/악보 |
| 찬송가 321장 가사/악보 | 찬송가 322장 가사/악보 | 찬송가 323장 가사/악보 | 찬송가 324장 가사/악보 | 찬송가 325장 가사/악보 |
| 찬송가 326장 가사/악보 | 찬송가 327장 가사/악보 | 찬송가 328장 가사/악보 | 찬송가 329장 가사/악보 | 찬송가 330장 가사/악보 |
| 찬송가 331장 가사/악보 | 찬송가 332장 가사/악보 | 찬송가 333장 가사/악보 | 찬송가 334장 가사/악보 | 찬송가 335장 가사/악보 |
| 찬송가 336장 가사/악보 | 찬송가 337장 가사/악보 | 찬송가 338장 가사/악보 | 찬송가 339장 가사/악보 | 찬송가 340장 가사/악보 |
| 찬송가 341장 가사/악보 | 찬송가 342장 가사/악보 | 찬송가 343장 가사/악보 | 찬송가 344장 가사/악보 | 찬송가 345장 가사/악보 |
| 찬송가 346장 가사/악보 | 찬송가 347장 가사/악보 | 찬송가 348장 가사/악보 | 찬송가 349장 가사/악보 | 찬송가 350장 가사/악보 |
| 찬송가 351장 가사/악보 | 찬송가 352장 가사/악보 | 찬송가 353장 가사/악보 | 찬송가 354장 가사/악보 | 찬송가 355장 가사/악보 |
| 찬송가 356장 가사/악보 | 찬송가 357장 가사/악보 | 찬송가 358장 가사/악보 | 찬송가 359장 가사/악보 | 찬송가 360장 가사/악보 |
| 찬송가 361장 가사/악보 | 찬송가 362장 가사/악보 | 찬송가 363장 가사/악보 | 찬송가 364장 가사/악보 | 찬송가 365장 가사/악보 |
| 찬송가 366장 가사/악보 | 찬송가 367장 가사/악보 | 찬송가 368장 가사/악보 | 찬송가 369장 가사/악보 | 찬송가 370장 가사/악보 |
| 찬송가 371장 가사/악보 | 찬송가 372장 가사/악보 | 찬송가 373장 가사/악보 | 찬송가 374장 가사/악보 | 찬송가 375장 가사/악보 |
| 찬송가 376장 가사/악보 | 찬송가 377장 가사/악보 | 찬송가 378장 가사/악보 | 찬송가 379장 가사/악보 | 찬송가 380장 가사/악보 |
| 찬송가 381장 가사/악보 | 찬송가 382장 가사/악보 | 찬송가 383장 가사/악보 | 찬송가 384장 가사/악보 | 찬송가 385장 가사/악보 |
| 찬송가 386장 가사/악보 | 찬송가 387장 가사/악보 | 찬송가 388장 가사/악보 | 찬송가 389장 가사/악보 | 찬송가 390장 가사/악보 |
| 찬송가 391장 가사/악보 | 찬송가 392장 가사/악보 | 찬송가 393장 가사/악보 | 찬송가 394장 가사/악보 | 찬송가 395장 가사/악보 |
| 찬송가 396장 가사/악보 | 찬송가 397장 가사/악보 | 찬송가 398장 가사/악보 | 찬송가 399장 가사/악보 | 찬송가 400장 가사/악보 |

### 찬송가 401장~500장 가사 및 악보
| 찬송가 401장 가사/악보 | 찬송가 402장 가사/악보 | 찬송가 403장 가사/악보 | 찬송가 404장 가사/악보 | 찬송가 405장 가사/악보 |
| 찬송가 406장 가사/악보 | 찬송가 407장 가사/악보 | 찬송가 408장 가사/악보 | 찬송가 409장 가사/악보 | 찬송가 410장 가사/악보 |
| 찬송가 411장 가사/악보 | 찬송가 412장 가사/악보 | 찬송가 413장 가사/악보 | 찬송가 414장 가사/악보 | 찬송가 415장 가사/악보 |
| 찬송가 416장 가사/악보 | 찬송가 417장 가사/악보 | 찬송가 418장 가사/악보 | 찬송가 419장 가사/악보 | 찬송가 420장 가사/악보 |
| 찬송가 421장 가사/악보 | 찬송가 422장 가사/악보 | 찬송가 423장 가사/악보 | 찬송가 424장 가사/악보 | 찬송가 425장 가사/악보 |
| 찬송가 426장 가사/악보 | 찬송가 427장 가사/악보 | 찬송가 428장 가사/악보 | 찬송가 429장 가사/악보 | 찬송가 430장 가사/악보 |
| 찬송가 431장 가사/악보 | 찬송가 432장 가사/악보 | 찬송가 433장 가사/악보 | 찬송가 434장 가사/악보 | 찬송가 435장 가사/악보 |
| 찬송가 436장 가사/악보 | 찬송가 437장 가사/악보 | 찬송가 438장 가사/악보 | 찬송가 439장 가사/악보 | 찬송가 440장 가사/악보 |
| 찬송가 441장 가사/악보 | 찬송가 442장 가사/악보 | 찬송가 443장 가사/악보 | 찬송가 444장 가사/악보 | 찬송가 445장 가사/악보 |
| 찬송가 446장 가사/악보 | 찬송가 447장 가사/악보 | 찬송가 448장 가사/악보 | 찬송가 449장 가사/악보 | 찬송가 450장 가사/악보 |
| 찬송가 451장 가사/악보 | 찬송가 452장 가사/악보 | 찬송가 453장 가사/악보 | 찬송가 454장 가사/악보 | 찬송가 455장 가사/악보 |
| 찬송가 456장 가사/악보 | 찬송가 457장 가사/악보 | 찬송가 458장 가사/악보 | 찬송가 459장 가사/악보 | 찬송가 460장 가사/악보 |
| 찬송가 461장 가사/악보 | 찬송가 462장 가사/악보 | 찬송가 463장 가사/악보 | 찬송가 464장 가사/악보 | 찬송가 465장 가사/악보 |
| 찬송가 466장 가사/악보 | 찬송가 467장 가사/악보 | 찬송가 468장 가사/악보 | 찬송가 469장 가사/악보 | 찬송가 470장 가사/악보 |
| 찬송가 471장 가사/악보 | 찬송가 472장 가사/악보 | 찬송가 473장 가사/악보 | 찬송가 474장 가사/악보 | 찬송가 475장 가사/악보 |
| 찬송가 476장 가사/악보 | 찬송가 477장 가사/악보 | 찬송가 478장 가사/악보 | 찬송가 479장 가사/악보 | 찬송가 480장 가사/악보 |
| 찬송가 481장 가사/악보 | 찬송가 482장 가사/악보 | 찬송가 483장 가사/악보 | 찬송가 484장 가사/악보 | 찬송가 485장 가사/악보 |
| 찬송가 486장 가사/악보 | 찬송가 487장 가사/악보 | 찬송가 488장 가사/악보 | 찬송가 489장 가사/악보 | 찬송가 490장 가사/악보 |
| 찬송가 491장 가사/악보 | 찬송가 492장 가사/악보 | 찬송가 493장 가사/악보 | 찬송가 494장 가사/악보 | 찬송가 495장 가사/악보 |
| 찬송가 496장 가사/악보 | 찬송가 497장 가사/악보 | 찬송가 498장 가사/악보 | 찬송가 499장 가사/악보 | 찬송가 500장 가사/악보 |

### 찬송가 501장~600장 가사 및 악보
| 찬송가 501장 가사/악보 | 찬송가 502장 가사/악보 | 찬송가 503장 가사/악보 | 찬송가 504장 가사/악보 | 찬송가 505장 가사/악보 |
| 찬송가 506장 가사/악보 | 찬송가 507장 가사/악보 | 찬송가 508장 가사/악보 | 찬송가 509장 가사/악보 | 찬송가 510장 가사/악보 |
| 찬송가 511장 가사/악보 | 찬송가 512장 가사/악보 | 찬송가 513장 가사/악보 | 찬송가 514장 가사/악보 | 찬송가 515장 가사/악보 |
| 찬송가 516장 가사/악보 | 찬송가 517장 가사/악보 | 찬송가 518장 가사/악보 | 찬송가 519장 가사/악보 | 찬송가 520장 가사/악보 |
| 찬송가 521장 가사/악보 | 찬송가 522장 가사/악보 | 찬송가 523장 가사/악보 | 찬송가 524장 가사/악보 | 찬송가 525장 가사/악보 |
| 찬송가 526장 가사/악보 | 찬송가 527장 가사/악보 | 찬송가 528장 가사/악보 | 찬송가 529장 가사/악보 | 찬송가 530장 가사/악보 |
| 찬송가 531장 가사/악보 | 찬송가 532장 가사/악보 | 찬송가 533장 가사/악보 | 찬송가 534장 가사/악보 | 찬송가 535장 가사/악보 |
| 찬송가 536장 가사/악보 | 찬송가 537장 가사/악보 | 찬송가 538장 가사/악보 | 찬송가 539장 가사/악보 | 찬송가 540장 가사/악보 |
| 찬송가 541장 가사/악보 | 찬송가 542장 가사/악보 | 찬송가 543장 가사/악보 | 찬송가 544장 가사/악보 | 찬송가 545장 가사/악보 |
| 찬송가 546장 가사/악보 | 찬송가 547장 가사/악보 | 찬송가 548장 가사/악보 | 찬송가 549장 가사/악보 | 찬송가 550장 가사/악보 |
| 찬송가 551장 가사/악보 | 찬송가 552장 가사/악보 | 찬송가 553장 가사/악보 | 찬송가 554장 가사/악보 | 찬송가 555장 가사/악보 |
| 찬송가 556장 가사/악보 | 찬송가 557장 가사/악보 | 찬송가 558장 가사/악보 | 찬송가 559장 가사/악보 | 찬송가 560장 가사/악보 |
| 찬송가 561장 가사/악보 | 찬송가 562장 가사/악보 | 찬송가 563장 가사/악보 | 찬송가 564장 가사/악보 | 찬송가 565장 가사/악보 |
| 찬송가 566장 가사/악보 | 찬송가 567장 가사/악보 | 찬송가 568장 가사/악보 | 찬송가 569장 가사/악보 | 찬송가 570장 가사/악보 |
| 찬송가 571장 가사/악보 | 찬송가 572장 가사/악보 | 찬송가 573장 가사/악보 | 찬송가 574장 가사/악보 | 찬송가 575장 가사/악보 |
| 찬송가 576장 가사/악보 | 찬송가 577장 가사/악보 | 찬송가 578장 가사/악보 | 찬송가 579장 가사/악보 | 찬송가 580장 가사/악보 |
| 찬송가 581장 가사/악보 | 찬송가 582장 가사/악보 | 찬송가 583장 가사/악보 | 찬송가 584장 가사/악보 | 찬송가 585장 가사/악보 |
| 찬송가 586장 가사/악보 | 찬송가 587장 가사/악보 | 찬송가 588장 가사/악보 | 찬송가 589장 가사/악보 | 찬송가 590장 가사/악보 |
| 찬송가 591장 가사/악보 | 찬송가 592장 가사/악보 | 찬송가 593장 가사/악보 | 찬송가 594장 가사/악보 | 찬송가 595장 가사/악보 |
| 찬송가 596장 가사/악보 | 찬송가 597장 가사/악보 | 찬송가 598장 가사/악보 | 찬송가 599장 가사/악보 | 찬송가 600장 가사/악보 |

### 찬송가 601장~645장 가사 및 악보
| 찬송가 601장 가사/악보 | 찬송가 602장 가사/악보 | 찬송가 603장 가사/악보 | 찬송가 604장 가사/악보 | 찬송가 605장 가사/악보 |
| 찬송가 606장 가사/악보 | 찬송가 607장 가사/악보 | 찬송가 608장 가사/악보 | 찬송가 609장 가사/악보 | 찬송가 610장 가사/악보 |
| 찬송가 611장 가사/악보 | 찬송가 612장 가사/악보 | 찬송가 613장 가사/악보 | 찬송가 614장 가사/악보 | 찬송가 615장 가사/악보 |
| 찬송가 616장 가사/악보 | 찬송가 617장 가사/악보 | 찬송가 618장 가사/악보 | 찬송가 619장 가사/악보 | 찬송가 620장 가사/악보 |
| 찬송가 621장 가사/악보 | 찬송가 622장 가사/악보 | 찬송가 623장 가사/악보 | 찬송가 624장 가사/악보 | 찬송가 625장 가사/악보 |
| 찬송가 626장 가사/악보 | 찬송가 627장 가사/악보 | 찬송가 628장 가사/악보 | 찬송가 629장 가사/악보 | 찬송가 630장 가사/악보 |
| 찬송가 631장 가사/악보 | 찬송가 632장 가사/악보 | 찬송가 633장 가사/악보 | 찬송가 634장 가사/악보 | 찬송가 635장 가사/악보 |
| 찬송가 636장 가사/악보 | 찬송가 637장 가사/악보 | 찬송가 638장 가사/악보 | 찬송가 639장 가사/악보 | 찬송가 640장 가사/악보 |
| 찬송가 641장 가사/악보 | 찬송가 642장 가사/악보 | 찬송가 643장 가사/악보 | 찬송가 644장 가사/악보 | 찬송가 645장 가사/악보 |

## 찬송가 재생 및 NWC 악보

### 찬송가 1장~100장 재생 및 NWC 악보
| 찬송가 1장 재생/NWC  | 찬송가 2장 재생/NWC  | 찬송가 3장 재생/NWC  | 찬송가 4장 재생/NWC  | 찬송가 5장 재생/NWC   |
| 찬송가 6장 재생/NWC  | 찬송가 7장 재생/NWC  | 찬송가 8장 재생/NWC  | 찬송가 9장 재생/NWC  | 찬송가 10장 재생/NWC  |
| 찬송가 11장 재생/NWC | 찬송가 12장 재생/NWC | 찬송가 13장 재생/NWC | 찬송가 14장 재생/NWC | 찬송가 15장 재생/NWC  |
| 찬송가 16장 재생/NWC | 찬송가 17장 재생/NWC | 찬송가 18장 재생/NWC | 찬송가 19장 재생/NWC | 찬송가 20장 재생/NWC  |
| 찬송가 21장 재생/NWC | 찬송가 22장 재생/NWC | 찬송가 23장 재생/NWC | 찬송가 24장 재생/NWC | 찬송가 25장 재생/NWC  |
| 찬송가 26장 재생/NWC | 찬송가 27장 재생/NWC | 찬송가 28장 재생/NWC | 찬송가 29장 재생/NWC | 찬송가 30장 재생/NWC  |
| 찬송가 31장 재생/NWC | 찬송가 32장 재생/NWC | 찬송가 33장 재생/NWC | 찬송가 34장 재생/NWC | 찬송가 35장 재생/NWC  |
| 찬송가 36장 재생/NWC | 찬송가 37장 재생/NWC | 찬송가 38장 재생/NWC | 찬송가 39장 재생/NWC | 찬송가 40장 재생/NWC  |
| 찬송가 41장 재생/NWC | 찬송가 42장 재생/NWC | 찬송가 43장 재생/NWC | 찬송가 44장 재생/NWC | 찬송가 45장 재생/NWC  |
| 찬송가 46장 재생/NWC | 찬송가 47장 재생/NWC | 찬송가 48장 재생/NWC | 찬송가 49장 재생/NWC | 찬송가 50장 재생/NWC  |
| 찬송가 51장 재생/NWC | 찬송가 52장 재생/NWC | 찬송가 53장 재생/NWC | 찬송가 54장 재생/NWC | 찬송가 55장 재생/NWC  |
| 찬송가 56장 재생/NWC | 찬송가 57장 재생/NWC | 찬송가 58장 재생/NWC | 찬송가 59장 재생/NWC | 찬송가 60장 재생/NWC  |
| 찬송가 61장 재생/NWC | 찬송가 62장 재생/NWC | 찬송가 63장 재생/NWC | 찬송가 64장 재생/NWC | 찬송가 65장 재생/NWC  |
| 찬송가 66장 재생/NWC | 찬송가 67장 재생/NWC | 찬송가 68장 재생/NWC | 찬송가 69장 재생/NWC | 찬송가 70장 재생/NWC  |
| 찬송가 71장 재생/NWC | 찬송가 72장 재생/NWC | 찬송가 73장 재생/NWC | 찬송가 74장 재생/NWC | 찬송가 75장 재생/NWC  |
| 찬송가 76장 재생/NWC | 찬송가 77장 재생/NWC | 찬송가 78장 재생/NWC | 찬송가 79장 재생/NWC | 찬송가 80장 재생/NWC  |
| 찬송가 81장 재생/NWC | 찬송가 82장 재생/NWC | 찬송가 83장 재생/NWC | 찬송가 84장 재생/NWC | 찬송가 85장 재생/NWC  |
| 찬송가 86장 재생/NWC | 찬송가 87장 재생/NWC | 찬송가 88장 재생/NWC | 찬송가 89장 재생/NWC | 찬송가 90장 재생/NWC  |
| 찬송가 91장 재생/NWC | 찬송가 92장 재생/NWC | 찬송가 93장 재생/NWC | 찬송가 94장 재생/NWC | 찬송가 95장 재생/NWC  |
| 찬송가 96장 재생/NWC | 찬송가 97장 재생/NWC | 찬송가 98장 재생/NWC | 찬송가 99장 재생/NWC | 찬송가 100장 재생/NWC |

### 찬송가 101장~200장 재생 및 NWC 악보
| 찬송가 101장 재생/NWC | 찬송가 102장 재생/NWC | 찬송가 103장 재생/NWC | 찬송가 104장 재생/NWC | 찬송가 105장 재생/NWC |
| 찬송가 106장 재생/NWC | 찬송가 107장 재생/NWC | 찬송가 108장 재생/NWC | 찬송가 109장 재생/NWC | 찬송가 110장 재생/NWC |
| 찬송가 111장 재생/NWC | 찬송가 112장 재생/NWC | 찬송가 113장 재생/NWC | 찬송가 114장 재생/NWC | 찬송가 115장 재생/NWC |
| 찬송가 116장 재생/NWC | 찬송가 117장 재생/NWC | 찬송가 118장 재생/NWC | 찬송가 119장 재생/NWC | 찬송가 120장 재생/NWC |
| 찬송가 121장 재생/NWC | 찬송가 122장 재생/NWC | 찬송가 123장 재생/NWC | 찬송가 124장 재생/NWC | 찬송가 125장 재생/NWC |
| 찬송가 126장 재생/NWC | 찬송가 127장 재생/NWC | 찬송가 128장 재생/NWC | 찬송가 129장 재생/NWC | 찬송가 130장 재생/NWC |
| 찬송가 131장 재생/NWC | 찬송가 132장 재생/NWC | 찬송가 133장 재생/NWC | 찬송가 134장 재생/NWC | 찬송가 135장 재생/NWC |
| 찬송가 136장 재생/NWC | 찬송가 137장 재생/NWC | 찬송가 138장 재생/NWC | 찬송가 139장 재생/NWC | 찬송가 140장 재생/NWC |
| 찬송가 141장 재생/NWC | 찬송가 142장 재생/NWC | 찬송가 143장 재생/NWC | 찬송가 144장 재생/NWC | 찬송가 145장 재생/NWC |
| 찬송가 146장 재생/NWC | 찬송가 147장 재생/NWC | 찬송가 148장 재생/NWC | 찬송가 149장 재생/NWC | 찬송가 150장 재생/NWC |
| 찬송가 151장 재생/NWC | 찬송가 152장 재생/NWC | 찬송가 153장 재생/NWC | 찬송가 154장 재생/NWC | 찬송가 155장 재생/NWC |
| 찬송가 156장 재생/NWC | 찬송가 157장 재생/NWC | 찬송가 158장 재생/NWC | 찬송가 159장 재생/NWC | 찬송가 160장 재생/NWC |
| 찬송가 161장 재생/NWC | 찬송가 162장 재생/NWC | 찬송가 163장 재생/NWC | 찬송가 164장 재생/NWC | 찬송가 165장 재생/NWC |
| 찬송가 166장 재생/NWC | 찬송가 167장 재생/NWC | 찬송가 168장 재생/NWC | 찬송가 169장 재생/NWC | 찬송가 170장 재생/NWC |
| 찬송가 171장 재생/NWC | 찬송가 172장 재생/NWC | 찬송가 173장 재생/NWC | 찬송가 174장 재생/NWC | 찬송가 175장 재생/NWC |
| 찬송가 176장 재생/NWC | 찬송가 177장 재생/NWC | 찬송가 178장 재생/NWC | 찬송가 179장 재생/NWC | 찬송가 180장 재생/NWC |
| 찬송가 181장 재생/NWC | 찬송가 182장 재생/NWC | 찬송가 183장 재생/NWC | 찬송가 184장 재생/NWC | 찬송가 185장 재생/NWC |
| 찬송가 186장 재생/NWC | 찬송가 187장 재생/NWC | 찬송가 188장 재생/NWC | 찬송가 189장 재생/NWC | 찬송가 190장 재생/NWC |
| 찬송가 191장 재생/NWC | 찬송가 192장 재생/NWC | 찬송가 193장 재생/NWC | 찬송가 194장 재생/NWC | 찬송가 195장 재생/NWC |
| 찬송가 196장 재생/NWC | 찬송가 197장 재생/NWC | 찬송가 198장 재생/NWC | 찬송가 199장 재생/NWC | 찬송가 200장 재생/NWC |

### 찬송가 201장~300장 재생 및 NWC 악보
| 찬송가 201장 재생/NWC | 찬송가 202장 재생/NWC | 찬송가 203장 재생/NWC | 찬송가 204장 재생/NWC | 찬송가 205장 재생/NWC |
| 찬송가 206장 재생/NWC | 찬송가 207장 재생/NWC | 찬송가 208장 재생/NWC | 찬송가 209장 재생/NWC | 찬송가 210장 재생/NWC |
| 찬송가 211장 재생/NWC | 찬송가 212장 재생/NWC | 찬송가 213장 재생/NWC | 찬송가 214장 재생/NWC | 찬송가 215장 재생/NWC |
| 찬송가 216장 재생/NWC | 찬송가 217장 재생/NWC | 찬송가 218장 재생/NWC | 찬송가 219장 재생/NWC | 찬송가 220장 재생/NWC |
| 찬송가 221장 재생/NWC | 찬송가 222장 재생/NWC | 찬송가 223장 재생/NWC | 찬송가 224장 재생/NWC | 찬송가 225장 재생/NWC |
| 찬송가 226장 재생/NWC | 찬송가 227장 재생/NWC | 찬송가 228장 재생/NWC | 찬송가 229장 재생/NWC | 찬송가 230장 재생/NWC |
| 찬송가 231장 재생/NWC | 찬송가 232장 재생/NWC | 찬송가 233장 재생/NWC | 찬송가 234장 재생/NWC | 찬송가 235장 재생/NWC |
| 찬송가 236장 재생/NWC | 찬송가 237장 재생/NWC | 찬송가 238장 재생/NWC | 찬송가 239장 재생/NWC | 찬송가 240장 재생/NWC |
| 찬송가 241장 재생/NWC | 찬송가 242장 재생/NWC | 찬송가 243장 재생/NWC | 찬송가 244장 재생/NWC | 찬송가 245장 재생/NWC |
| 찬송가 246장 재생/NWC | 찬송가 247장 재생/NWC | 찬송가 248장 재생/NWC | 찬송가 249장 재생/NWC | 찬송가 250장 재생/NWC |
| 찬송가 251장 재생/NWC | 찬송가 252장 재생/NWC | 찬송가 253장 재생/NWC | 찬송가 254장 재생/NWC | 찬송가 255장 재생/NWC |
| 찬송가 256장 재생/NWC | 찬송가 257장 재생/NWC | 찬송가 258장 재생/NWC | 찬송가 259장 재생/NWC | 찬송가 260장 재생/NWC |
| 찬송가 261장 재생/NWC | 찬송가 262장 재생/NWC | 찬송가 263장 재생/NWC | 찬송가 264장 재생/NWC | 찬송가 265장 재생/NWC |
| 찬송가 266장 재생/NWC | 찬송가 267장 재생/NWC | 찬송가 268장 재생/NWC | 찬송가 269장 재생/NWC | 찬송가 270장 재생/NWC |
| 찬송가 271장 재생/NWC | 찬송가 272장 재생/NWC | 찬송가 273장 재생/NWC | 찬송가 274장 재생/NWC | 찬송가 275장 재생/NWC |
| 찬송가 276장 재생/NWC | 찬송가 277장 재생/NWC | 찬송가 278장 재생/NWC | 찬송가 279장 재생/NWC | 찬송가 280장 재생/NWC |
| 찬송가 281장 재생/NWC | 찬송가 282장 재생/NWC | 찬송가 283장 재생/NWC | 찬송가 284장 재생/NWC | 찬송가 285장 재생/NWC |
| 찬송가 286장 재생/NWC | 찬송가 287장 재생/NWC | 찬송가 288장 재생/NWC | 찬송가 289장 재생/NWC | 찬송가 290장 재생/NWC |
| 찬송가 291장 재생/NWC | 찬송가 292장 재생/NWC | 찬송가 293장 재생/NWC | 찬송가 294장 재생/NWC | 찬송가 295장 재생/NWC |
| 찬송가 296장 재생/NWC | 찬송가 297장 재생/NWC | 찬송가 298장 재생/NWC | 찬송가 299장 재생/NWC | 찬송가 300장 재생/NWC |

### 찬송가 301장~400장 재생 및 NWC 악보
| 찬송가 301장 재생/NWC | 찬송가 302장 재생/NWC | 찬송가 303장 재생/NWC | 찬송가 304장 재생/NWC | 찬송가 305장 재생/NWC |
| 찬송가 306장 재생/NWC | 찬송가 307장 재생/NWC | 찬송가 308장 재생/NWC | 찬송가 309장 재생/NWC | 찬송가 310장 재생/NWC |
| 찬송가 311장 재생/NWC | 찬송가 312장 재생/NWC | 찬송가 313장 재생/NWC | 찬송가 314장 재생/NWC | 찬송가 315장 재생/NWC |
| 찬송가 316장 재생/NWC | 찬송가 317장 재생/NWC | 찬송가 318장 재생/NWC | 찬송가 319장 재생/NWC | 찬송가 320장 재생/NWC |
| 찬송가 321장 재생/NWC | 찬송가 322장 재생/NWC | 찬송가 323장 재생/NWC | 찬송가 324장 재생/NWC | 찬송가 325장 재생/NWC |
| 찬송가 326장 재생/NWC | 찬송가 327장 재생/NWC | 찬송가 328장 재생/NWC | 찬송가 329장 재생/NWC | 찬송가 330장 재생/NWC |
| 찬송가 331장 재생/NWC | 찬송가 332장 재생/NWC | 찬송가 333장 재생/NWC | 찬송가 334장 재생/NWC | 찬송가 335장 재생/NWC |
| 찬송가 336장 재생/NWC | 찬송가 337장 재생/NWC | 찬송가 338장 재생/NWC | 찬송가 339장 재생/NWC | 찬송가 340장 재생/NWC |
| 찬송가 341장 재생/NWC | 찬송가 342장 재생/NWC | 찬송가 343장 재생/NWC | 찬송가 344장 재생/NWC | 찬송가 345장 재생/NWC |
| 찬송가 346장 재생/NWC | 찬송가 347장 재생/NWC | 찬송가 348장 재생/NWC | 찬송가 349장 재생/NWC | 찬송가 350장 재생/NWC |
| 찬송가 351장 재생/NWC | 찬송가 352장 재생/NWC | 찬송가 353장 재생/NWC | 찬송가 354장 재생/NWC | 찬송가 355장 재생/NWC |
| 찬송가 356장 재생/NWC | 찬송가 357장 재생/NWC | 찬송가 358장 재생/NWC | 찬송가 359장 재생/NWC | 찬송가 360장 재생/NWC |
| 찬송가 361장 재생/NWC | 찬송가 362장 재생/NWC | 찬송가 363장 재생/NWC | 찬송가 364장 재생/NWC | 찬송가 365장 재생/NWC |
| 찬송가 366장 재생/NWC | 찬송가 367장 재생/NWC | 찬송가 368장 재생/NWC | 찬송가 369장 재생/NWC | 찬송가 370장 재생/NWC |
| 찬송가 371장 재생/NWC | 찬송가 372장 재생/NWC | 찬송가 373장 재생/NWC | 찬송가 374장 재생/NWC | 찬송가 375장 재생/NWC |
| 찬송가 376장 재생/NWC | 찬송가 377장 재생/NWC | 찬송가 378장 재생/NWC | 찬송가 379장 재생/NWC | 찬송가 380장 재생/NWC |
| 찬송가 381장 재생/NWC | 찬송가 382장 재생/NWC | 찬송가 383장 재생/NWC | 찬송가 384장 재생/NWC | 찬송가 385장 재생/NWC |
| 찬송가 386장 재생/NWC | 찬송가 387장 재생/NWC | 찬송가 388장 재생/NWC | 찬송가 389장 재생/NWC | 찬송가 390장 재생/NWC |
| 찬송가 391장 재생/NWC | 찬송가 392장 재생/NWC | 찬송가 393장 재생/NWC | 찬송가 394장 재생/NWC | 찬송가 395장 재생/NWC |
| 찬송가 396장 재생/NWC | 찬송가 397장 재생/NWC | 찬송가 398장 재생/NWC | 찬송가 399장 재생/NWC | 찬송가 400장 재생/NWC |

### 찬송가 401장~500장 재생 및 NWC 악보
| 찬송가 401장 재생/NWC | 찬송가 402장 재생/NWC | 찬송가 403장 재생/NWC | 찬송가 404장 재생/NWC | 찬송가 405장 재생/NWC |
| 찬송가 406장 재생/NWC | 찬송가 407장 재생/NWC | 찬송가 408장 재생/NWC | 찬송가 409장 재생/NWC | 찬송가 415장 재생/NWC |
| 찬송가 411장 재생/NWC | 찬송가 412장 재생/NWC | 찬송가 413장 재생/NWC | 찬송가 414장 재생/NWC | 찬송가 415장 재생/NWC |
| 찬송가 416장 재생/NWC | 찬송가 417장 재생/NWC | 찬송가 418장 재생/NWC | 찬송가 419장 재생/NWC | 찬송가 425장 재생/NWC |
| 찬송가 421장 재생/NWC | 찬송가 422장 재생/NWC | 찬송가 423장 재생/NWC | 찬송가 424장 재생/NWC | 찬송가 425장 재생/NWC |
| 찬송가 426장 재생/NWC | 찬송가 427장 재생/NWC | 찬송가 428장 재생/NWC | 찬송가 429장 재생/NWC | 찬송가 435장 재생/NWC |
| 찬송가 431장 재생/NWC | 찬송가 432장 재생/NWC | 찬송가 433장 재생/NWC | 찬송가 434장 재생/NWC | 찬송가 435장 재생/NWC |
| 찬송가 436장 재생/NWC | 찬송가 437장 재생/NWC | 찬송가 438장 재생/NWC | 찬송가 439장 재생/NWC | 찬송가 445장 재생/NWC |
| 찬송가 441장 재생/NWC | 찬송가 442장 재생/NWC | 찬송가 443장 재생/NWC | 찬송가 444장 재생/NWC | 찬송가 445장 재생/NWC |
| 찬송가 446장 재생/NWC | 찬송가 447장 재생/NWC | 찬송가 448장 재생/NWC | 찬송가 449장 재생/NWC | 찬송가 455장 재생/NWC |
| 찬송가 451장 재생/NWC | 찬송가 452장 재생/NWC | 찬송가 453장 재생/NWC | 찬송가 454장 재생/NWC | 찬송가 455장 재생/NWC |
| 찬송가 456장 재생/NWC | 찬송가 457장 재생/NWC | 찬송가 458장 재생/NWC | 찬송가 459장 재생/NWC | 찬송가 465장 재생/NWC |
| 찬송가 461장 재생/NWC | 찬송가 462장 재생/NWC | 찬송가 463장 재생/NWC | 찬송가 464장 재생/NWC | 찬송가 465장 재생/NWC |
| 찬송가 466장 재생/NWC | 찬송가 467장 재생/NWC | 찬송가 468장 재생/NWC | 찬송가 469장 재생/NWC | 찬송가 475장 재생/NWC |
| 찬송가 471장 재생/NWC | 찬송가 472장 재생/NWC | 찬송가 473장 재생/NWC | 찬송가 474장 재생/NWC | 찬송가 475장 재생/NWC |
| 찬송가 476장 재생/NWC | 찬송가 477장 재생/NWC | 찬송가 478장 재생/NWC | 찬송가 479장 재생/NWC | 찬송가 485장 재생/NWC |
| 찬송가 481장 재생/NWC | 찬송가 482장 재생/NWC | 찬송가 483장 재생/NWC | 찬송가 484장 재생/NWC | 찬송가 485장 재생/NWC |
| 찬송가 486장 재생/NWC | 찬송가 487장 재생/NWC | 찬송가 488장 재생/NWC | 찬송가 489장 재생/NWC | 찬송가 495장 재생/NWC |
| 찬송가 491장 재생/NWC | 찬송가 492장 재생/NWC | 찬송가 493장 재생/NWC | 찬송가 494장 재생/NWC | 찬송가 495장 재생/NWC |
| 찬송가 496장 재생/NWC | 찬송가 497장 재생/NWC | 찬송가 498장 재생/NWC | 찬송가 499장 재생/NWC | 찬송가 500장 재생/NWC |

### 찬송가 501장~600장 재생 및 NWC 악보
| 찬송가 501장 재생/NWC | 찬송가 502장 재생/NWC | 찬송가 503장 재생/NWC | 찬송가 504장 재생/NWC | 찬송가 505장 재생/NWC |
| 찬송가 506장 재생/NWC | 찬송가 507장 재생/NWC | 찬송가 508장 재생/NWC | 찬송가 509장 재생/NWC | 찬송가 510장 재생/NWC |
| 찬송가 511장 재생/NWC | 찬송가 512장 재생/NWC | 찬송가 513장 재생/NWC | 찬송가 514장 재생/NWC | 찬송가 515장 재생/NWC |
| 찬송가 516장 재생/NWC | 찬송가 517장 재생/NWC | 찬송가 518장 재생/NWC | 찬송가 519장 재생/NWC | 찬송가 520장 재생/NWC |
| 찬송가 521장 재생/NWC | 찬송가 522장 재생/NWC | 찬송가 523장 재생/NWC | 찬송가 524장 재생/NWC | 찬송가 525장 재생/NWC |
| 찬송가 526장 재생/NWC | 찬송가 527장 재생/NWC | 찬송가 528장 재생/NWC | 찬송가 529장 재생/NWC | 찬송가 530장 재생/NWC |
| 찬송가 531장 재생/NWC | 찬송가 532장 재생/NWC | 찬송가 533장 재생/NWC | 찬송가 534장 재생/NWC | 찬송가 535장 재생/NWC |
| 찬송가 536장 재생/NWC | 찬송가 537장 재생/NWC | 찬송가 538장 재생/NWC | 찬송가 539장 재생/NWC | 찬송가 540장 재생/NWC |
| 찬송가 541장 재생/NWC | 찬송가 542장 재생/NWC | 찬송가 543장 재생/NWC | 찬송가 544장 재생/NWC | 찬송가 545장 재생/NWC |
| 찬송가 546장 재생/NWC | 찬송가 547장 재생/NWC | 찬송가 548장 재생/NWC | 찬송가 549장 재생/NWC | 찬송가 550장 재생/NWC |
| 찬송가 551장 재생/NWC | 찬송가 552장 재생/NWC | 찬송가 553장 재생/NWC | 찬송가 554장 재생/NWC | 찬송가 555장 재생/NWC |
| 찬송가 556장 재생/NWC | 찬송가 557장 재생/NWC | 찬송가 558장 재생/NWC | 찬송가 559장 재생/NWC | 찬송가 560장 재생/NWC |
| 찬송가 561장 재생/NWC | 찬송가 562장 재생/NWC | 찬송가 563장 재생/NWC | 찬송가 564장 재생/NWC | 찬송가 565장 재생/NWC |
| 찬송가 566장 재생/NWC | 찬송가 567장 재생/NWC | 찬송가 568장 재생/NWC | 찬송가 569장 재생/NWC | 찬송가 570장 재생/NWC |
| 찬송가 571장 재생/NWC | 찬송가 572장 재생/NWC | 찬송가 573장 재생/NWC | 찬송가 574장 재생/NWC | 찬송가 575장 재생/NWC |
| 찬송가 576장 재생/NWC | 찬송가 577장 재생/NWC | 찬송가 578장 재생/NWC | 찬송가 579장 재생/NWC | 찬송가 580장 재생/NWC |
| 찬송가 581장 재생/NWC | 찬송가 582장 재생/NWC | 찬송가 583장 재생/NWC | 찬송가 584장 재생/NWC | 찬송가 585장 재생/NWC |
| 찬송가 586장 재생/NWC | 찬송가 587장 재생/NWC | 찬송가 588장 재생/NWC | 찬송가 589장 재생/NWC | 찬송가 590장 재생/NWC |
| 찬송가 591장 재생/NWC | 찬송가 592장 재생/NWC | 찬송가 593장 재생/NWC | 찬송가 594장 재생/NWC | 찬송가 595장 재생/NWC |
| 찬송가 596장 재생/NWC | 찬송가 597장 재생/NWC | 찬송가 598장 재생/NWC | 찬송가 599장 재생/NWC | 찬송가 600장 재생/NWC |

### 찬송가 601장~645장 재생 및 NWC 악보
| 찬송가 601장 재생/NWC | 찬송가 602장 재생/NWC | 찬송가 603장 재생/NWC | 찬송가 604장 재생/NWC | 찬송가 605장 재생/NWC |
| 찬송가 606장 재생/NWC | 찬송가 607장 재생/NWC | 찬송가 608장 재생/NWC | 찬송가 609장 재생/NWC | 찬송가 610장 재생/NWC |
| 찬송가 611장 재생/NWC | 찬송가 612장 재생/NWC | 찬송가 613장 재생/NWC | 찬송가 614장 재생/NWC | 찬송가 615장 재생/NWC |
| 찬송가 616장 재생/NWC | 찬송가 617장 재생/NWC | 찬송가 618장 재생/NWC | 찬송가 619장 재생/NWC | 찬송가 620장 재생/NWC |
| 찬송가 621장 재생/NWC | 찬송가 622장 재생/NWC | 찬송가 623장 재생/NWC | 찬송가 624장 재생/NWC | 찬송가 625장 재생/NWC |
| 찬송가 626장 재생/NWC | 찬송가 627장 재생/NWC | 찬송가 628장 재생/NWC | 찬송가 629장 재생/NWC | 찬송가 630장 재생/NWC |
| 찬송가 631장 재생/NWC | 찬송가 632장 재생/NWC | 찬송가 633장 재생/NWC | 찬송가 634장 재생/NWC | 찬송가 635장 재생/NWC |
| 찬송가 636장 재생/NWC | 찬송가 637장 재생/NWC | 찬송가 638장 재생/NWC | 찬송가 639장 재생/NWC | 찬송가 640장 재생/NWC |
| 찬송가 641장 재생/NWC | 찬송가 642장 재생/NWC | 찬송가 643장 재생/NWC | 찬송가 644장 재생/NWC | 찬송가 645장 재생/NWC |

## 통일찬송가와 차이점[1]

### 통일찬송가에서 장이 그대로 유지된 찬송가
- 1장, 4장, 21장, 23장, 25장, 27~29장, 36~37장, 39장, 73~74장, 83장, 85~89장, 91장, 93장, 104~105장, 109장, 111~112장, 114~123장, 125~126장, 144~146장, 249장

### 통일찬송가에서 삭제된 찬송가
- 5장, 7장, 17장, 51장, 63장, 65장, 69장, 76~77장, 80~81장, 95장, 99~100장, 103장, 108장, 110장, 124장, 127장, 129장, 131장, 134장, 140장, 143장, 148장, 153장, 165장, 170장, 192장, 203장, 207장, 225장, 227장, 229장, 237장, 239장, 250장, 254장, 264장, 280장, 294장, 322장, 345장, 380장, 385장, 392장, 407장, 426장, 428장, 437장, 445장, 459장, 467장, 472장, 494장, 501장, 520장, 522장, 526~527장, 529장, 536~538장, 540장, 546장, 551장, 553장, 556장
- 10장(21세기 찬송가 77장), 166장(21세기 찬송가 178장)과 238장(21세기 찬송가 206장)은 가사는 그대로 사용하였으나 외국 작곡가의 곡에서 한국 작곡가의 곡으로 변경하였다.

또한 15장 (21세기 찬송가 223장), 18장 (21세기 찬송가 224장), 54장(21세기 찬송가 11장), 64장(21세기 찬송가 61장)이 변경하었다.